# Florenz Ziegfeld
Florenz Ziegfeld, Jr. (Chicago, Illinois, 21 de marzo de 1867-Hollywood, California, 22 de julio de 1932), también conocido como Flo Ziegfeld, fue un productor teatral estadounidense.
Trabajó como publicitario de Eugen Sandow antes de dedicarse a la dirección teatral en 1896. 
Sus comunicados de prensa promovieron a la actriz Helene Anna Held (Nacida en Varsovia, cuando Polonia aún era parte del Imperio ruso) y establecieron un patrón de publicidad. 
En 1907 en la ciudad de Nueva York produjo la primera revista de la serie Ziegfeld Follies, en la que combinaba semidesnudez, panoplia y comedia en una fórmula que repetiría exitosamente durante 23 años. 
También produjo el afamado musical Show Boat, de 1927.